# Marco Herênio
Marco Herênio (em latim: Marcus Herennius) foi um político da gente Herênia da República Romana eleito cônsul em 93 a.C. com Caio Valério Flaco. Foi o primeiro de sua gente a chegar ao consultado.

## Carreira
Apesar de sua origem plebeia e de ser um orador mediano, Herênio conseguiu ser eleito cônsul em 93 a.C. derrotando o nobre e muito mais habilidoso Lúcio Márcio Filipo, que seria eleito em 91 a.C..
Plínio relata que seu mandato foi memorável pela grande quantidade de árvores da espécie silfio (gênero Ferula), proveniente da Cirenaica, importada para Roma, uma planta medicinal cujo custo era de um denário de prata por libra. Ainda segundo Plínio, este intenso comércio foi favorecido pelos estreitos laços familiares entre os "Herênios" com os comerciantes líbios.